# Požár v bakuském metru v roce 1995
Požár v metru v Baku v roce 1995 byl katastrofou, která se odehrála 28. října 1995 mezi stanicemi Ulduz a Nəriman Nərimanov. Podle oficiálních zpráv požár zabil 286 pasažérů (včetně 28 dětí) a tři záchranáře, tj. celkem 289 lidí a zranil dalších 270 lidí. Předpokládá se, že požár způsobila chyba elektroinstalace, ale možnost úmyslné sabotáže nebyla vyloučena.
I přes to, že mnoho evakuovaných cestujících přežilo, požár zůstává nejsmrtelnější nehodou v metru, která se kdy stala. Chingiz Babayev dostal státní vyznamenání Národní hrdina Ázerbájdžánu in memoriam za záchranu životů ostatních.

## Pozadí
Stanice Ulduz a Nəriman Nərimanov obsluhují severní části metra v Baku. Tunel mezi nimi byl vybaven ovladatelným ventilačním systémem.
Do roku 1995 byla nejsmrtelnější nehodou v metru nehoda v newyorském metru z roku 1918, která zabila nejméně 98 lidí. Nejsmrtelnějším požárem v metru byl před rokem 1995 požár v pařížském metru z roku 1903, který zabil 84 lidí.

## Událost
Požár způsobený závadou elektroinstalace se spustil v sobotní špičce, okolo šesti hodin večer. Zasažená souprava se skládala z pěti plně obsazených vagonů, právě opouštěla stanici Ulduz. Později si pasažéři ve vagoně číslo 4 všimli kouře, který vzápětí změnil svou barvu na černou. Souprava se zastavila asi 200 metrů od stanice a tunel byl zaplněn kouřem. Řidič incident nahlásil a požádal o odstřižení elektrického proudu. Smrtelná koncentrace oxidu uhelnatého začala rychle na pasažéry působit. Jelikož bylo obtížné otevřít jedny ze dveří, pasažéři byli donuceni se evakuovat prostřednictvím jiného vagonu. Okolo patnácti minut po spuštění požáru byla ventilace přepnuta do výfukového režimu, což způsobilo, že kouř byl hnán ve směru evakuace. Několik lidí zemřelo na úraz elektřinou poté, co se pokusili chytit kabelů, aby mohli hořící vlak opustit.
Velká většina zemřelých (včetně 28 dětí) byla nalezena uvnitř vlaku, většina z nich byla ušlapána. Uvnitř tunelu bylo nalezeno čtyřicet těl. Přeživší si vzpomínají na jiskry, které pocházely z vysokonapěťových vodičů. 

## Vyšetřování
Vládní vyšetřovací komise uzavřela, že požár byl způsoben závadou elektroinstalace. Požár začal v motoru jednoho z vagonů. Nebyly nalezeny žádné výbušniny. Předseda komise, místopředseda vlády Abbas Abbasov, zmínil „zastaralé sovětské“ vybavení. Ve vracích byly nalezeny dvě zvláštní velké díry, někteří spekulovali o tom, že byly způsobeny výbušninou. Prezident Hejdar Alijev sdělil, že ačkoliv předběžné informace naznačovaly technickou chybu, požár byl nejspíše následkem sabotáže.
Nejvyšší ázerbájdžánský soud odsoudil dvě osoby za nedbalostní trestné činy. Řidič metra byl odsouzen na 15 let, vedoucí stanice na 10 let.